# Polynesische keuken
Met de Polynesische keuken is redelijk divers. Het Polynesische gebied is groot en beslaat Frans-Polynesië, Hawaï en Nieuw-Zeeland die elk hun eigen keuken hebben. Zo zijn er:
- de Amerikaans-Samoaanse keuken
- de Cookeilandse keuken
- de Hawaïaanse keuken
- de keuken van Niue
- de Pitcairneilandse keuken
- de Samoaanse keuken
- de Tahitiaanse keuken of Frans-Polynesische keuken
- de Tokelause keuken
- de Tongaanse keuken
- de Tuvaluaanse keuken